# 脇野沢テレビ中継局
脇野沢テレビ中継局（わきのさわテレビちゅうけいきょく）は、青森県むつ市の旧下北郡脇野沢村域に置かれているデジタルテレビの中継局である。

## 中継局概要

### デジタルテレビ放送
| リモコン 番号 | 放送局名         | チャンネル 番号 | 空中線 電力 | ERP   | 偏波面   | 放送対象地域 | 放送区域 内世帯数 | 運用開始日     |
| ------------- | ---------------- | --------------- | ----------- | ----- | -------- | ------------ | ----------------- | -------------- |
| 1             | RAB 青森放送     | 42              | 50mW        | 120mW | 水平偏波 | 青森県       | 約500世帯         | 2011年 12月7日 |
| 2             | NHK 青森教育     | 40              | 50mW        | 120mW | 水平偏波 | 全国         | 約500世帯         | 2011年 12月7日 |
| 3             | NHK 青森総合     | 39              | 50mW        | 120mW | 水平偏波 | 青森県       | 約500世帯         | 2011年 12月7日 |
| 5             | ABA 青森朝日放送 | 46              | 50mW        | 120mW | 水平偏波 | 青森県       | 約500世帯         | 2011年 12月7日 |
| 6             | ATV 青森テレビ   | 44              | 50mW        | 120mW | 水平偏波 | 青森県       | 約500世帯         | 2011年 12月7日 |

- 所在地： むつ市脇野沢桂沢[2]
- 放送区域： むつ市の一部[2]
- 2011年10月7日に予備免許が交付され[3][2]、11月中旬に試験電波を発射。12月5日に本免許が交付され[1]、12月7日に本放送を開始した[1]。